# جوردن كيرنر
جوردن كيرنر (بالإنجليزية: Jordan Kerner)‏ هو منتج أفلام وممثل أمريكي، ولد في 5 فبراير 1950 في لوس أنجلوس في الولايات المتحدة.

## أعمال

### أفلام
- (1996) شخصي وعن قرب[5]
- (1997) جورج وجونغل
- (1999) المفتش غاجيت
- (2006) شبكة شارلوت[6]
- (2011) السنافر
- (2013) السنافر 2[7]
- (2017)  القرية المفقودة[8]

## وصلات خارجية
- جوردن كيرنر على موقع IMDb (الإنجليزية)
- جوردن كيرنر على موقع ألو سيني (الفرنسية)
- جوردن كيرنر على موقع ميوزك برينز (الإنجليزية)
- جوردن كيرنر على موقع أول موفي (الإنجليزية)
- جوردن كيرنر على موقع بوكس أوفيس موجو (الإنجليزية)
- جوردن كيرنر على موقع قاعدة بيانات الأفلام السويدية (السويدية)
- جوردن كيرنر على موقع قاعدة بيانات الفيلم (الإنجليزية)
- جوردن كيرنر على موقع كينوبويسك (الروسية)